# Saetheria hirta
Saetheria hirta är en tvåvingeart som beskrevs av Ole Anton Saether 1983. Saetheria hirta ingår i släktet Saetheria och familjen fjädermyggor.
Artens utbredningsområde är South Carolina. Inga underarter finns listade i Catalogue of Life.